# Incident de l'Irene

L'incident de l'Irene (chinois : 爱仁轮事件) désigne le capture du navire Irene par des pirates chinois le 19 octobre 1927 près de Hong Kong, puis sa reprise par deux sous-marins britanniques le lendemain, bien qu'ils aient fait couler le bateau. L'affaire est un épisode de la lutte menée par la Royal Navy contre la piraterie en mer de Chine méridionale pendant la première partie du XXe siècle.

## Contexte favorable à la piraterie
Pendant la période de 1911 à 1937, la Chine ne contrôle plus son territoire ni ses eaux, le gouvernement de la République de Chine étant contrebattu par les nombreuses autonomies locales (les seigneurs de la guerre), tel que la « clique du Guangdong ». Cette situation de guerre civile favorisait le développement de la piraterie, activité endémique dans la zone depuis des siècles, d'autant que les autorités de Canton, plutôt xénophobes, ne collaboraient pas avec les Britanniques de Hong Kong.
La baie de Dàyà, située à 60 milles nautiques à l'est de Hong Kong, servait de repaire à des groupes de pirates, qui y amenaient les navires détournés pour y décharger tout ce qui avait une valeur, y compris les otages. À chaque fois que la marine de guerre britannique a tenté de les intercepter, les pirates réussissaient à s'échapper en prenant le large, se faufilant à travers les îlots de la baie. La solution fut de poster deux des sous-marins affectés au port de Hong Kong, deux classe L, les HMS L4 et L5, à la surveillance de la baie.

## L'Irene
Le SS (Steamer Ship) Irene était un navire marchand à chaudière à vapeur, lancé le 16 octobre 1890 par Napier, Shanks and Bell (en) à Glasgow. Il mesurait 219 pieds de long (66,75 mètres) pour une largeur de 40 pieds (12,19 mètres) et avait un tirant d'eau de 12,5 pieds (3,81 mètres). Il déplaçait 1 343 tonnes et appartenait à la China Merchants Steam Navigation Company, battant pavillon britannique.

## Capture et reprise

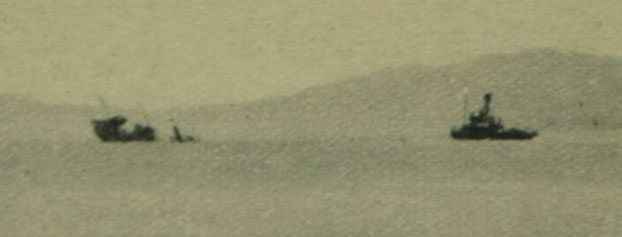
Le SS Irene, à gauche, en train de couler ; le petit navire à droite est un remorqueur.

En juin 1929, le lieutenant Frederick John Crosby Halahan, qui commandait le HMS L4, fut décoré de la Distinguished Service Cross pour son action courageuse (« his gallant conduct ») lors du sauvetage de l'Irene.